# Giacinto Gigli
Giacinto Gigli (Roma, 23 novembre 1594 – Roma, 11 dicembre 1671) è stato uno storico italiano.

## Biografia
Nato in una famiglia agiata da Giovambattista e Plautilla Bongiovanni, visse, a partire dall'infanzia, in Via delle Botteghe Oscure, studiò grammatica, umanità e retorica al Collegio romano e si laureò in utroque iure, nel 1616, presso l'archiginnasio della Sapienza di Roma, conseguendo il titolo di "dottore nelle raggioni papali et imperiali".
Fu autore di un'autobiografia, Vita di Giacinto Gigli vigile romano da lui stesso descritta e cominciata l'anno 1614, che si interrompe al momento del matrimonio con Virginia Lucci; ma il suo nome è legato principalmente a Memorie di Giacinto Gigli di alcune cose giornalmente accadute nel suo tempo, meglio noto come Diario romano, in cui sono annotate vicende verificatesi nella città di Roma dal 1608 al 1670.
Il Diario romano costituisce una fonte preziosa per poter ricostruire la vita quotidiana e i retroscena della Roma del Seicento, da esso si apprendono inoltre ulteriori notizie sulla vita dell'autore: negli anni 1631-44, fu per sette volte caporione e per tre volte priore dei caporioni; nel settembre 1641, in qualità di priore dei caporioni, fu nella delegazione che consegnò a Urbano VIII il contributo della città alle spese della Guerra di Castro.
Nel 1661, come riporta tra gli altri Prospero Mandosio, ebbe un calo della vista fino quasi alla cecità, che si accompagnò, negli ultimi tempi, alla perdita della memoria.
Fu sepolto, nella tomba di famiglia, presso la chiesa di Santa Maria sopra Minerva.

## Opere
- Giacinto Gigli, Diario Romano (1608-1670), a cura di Giuseppe Ricciotti, Roma, Tumminelli, 1958.